# ダラス樹木園&植物園
ダラス樹木園&植物園 (Dallas Arboretum and Botanical Garden) は、アメリカ合衆国テキサス州ダラス東部のホワイト・ロック湖の南西岸にある66エーカー(267,000 m²)の植物園。

## 概要
1年を通して季節による色で彩られることで知られる。敷地の大部分はかつて「エンシナル牧場」と名づけられた地球物理学者のエヴェレット・リー・デゴリエと妻ネルのために建てられた44-エーカー (18 ha)の邸宅の部分である。ネルはフラワー・ガーデンに非常に興味を持っていた。デゴリエ邸はアメリカ合衆国国家歴史登録財に登録されている。1976年より、デゴリエ邸はダラス樹木園&植物園で最大の敷地となった。アレックス&レベッカ・コーク・キャンプの土地の追加により、66エーカーとなった。
1940年、22,000-平方フート (2,000 m2)のスペイン様式のデゴリエ邸が完成した。デゴリエ・レストラン/ロッジアがデゴリエ邸の後ろにあり、ホワイト・ロック湖、層になった噴水、ウーマンズ・ガーデンの風景を眺めることができる。屋外コンサート・ステージ、ピクニック・エリア、17もの屋内外のギャラリーと共に国際的に評価されている8エーカーのロリー・マイヤーズ・チルドレンズ・アドベンチャー・ガーデンもある。
1984年に44エーカーのデゴリエ邸と22エーカーのアレックス・キャンプ・ハウスが結合し、樹木園がオープンした。
2002年9月、ダラスのデベロッパーであったトラメル・クロウの名を冠した新たな案内所の開業と共に、樹木園部分が拡大された。この案内所にはホフマン・ファミリー・ギフト・ショップ、ロザイン・ホール、管理事務所がある。夜間には、3エーカーの食用植物やハーブのガーデン、調理施設を併せたテイストフル・プレイスにある水面に超高層建築物のライトが映り、ダラスのダウンタウンを一望できる。

## 主なガーデン
66エーカーの敷地に、名前の付いたガーデンが19箇所ある。

### トラメル・クロウ・ビジター・エジュケーション・パビリオン・アンド・エントリー・プラザ
州内で採れた石灰岩、木材、銅板で建てられ、庭園への入口となっている。スコット・K・ギンズバーグ・ファミリー・プラザとジャンキンス・ファウンテンがエントランスにある。

### マーガレット・エリザベス・ジョンソン・カラー・ガーデン

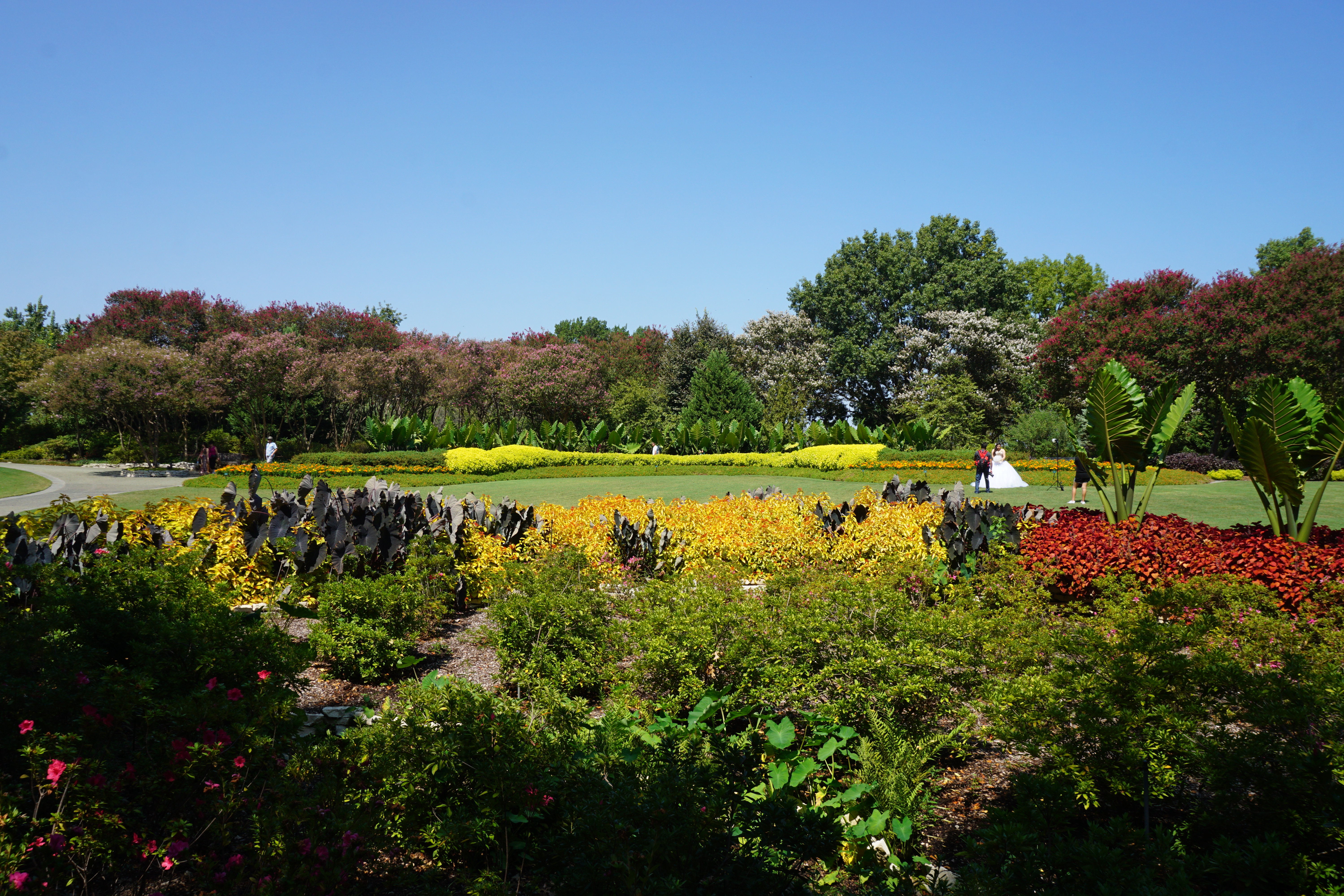
ジョンソン・カラー・ガーデン

ナウド・バーネット2世の設計による6.5エーカーのこの庭園には季節ごとの花や植物の花壇がある。2,000種類のアザレアの他、水仙やチューリップもある。テキサス造園建設協会第4地区の寄付によるウォーターワイズは水の少ないホーム・ガーデンの設置や管理の方法を学ぶことができる。パルマー・ファーン・デルはシダ属、ツバキ属、アザレアや他の多年生植物や低木などがある。

### ウーマンズ・ガーデン

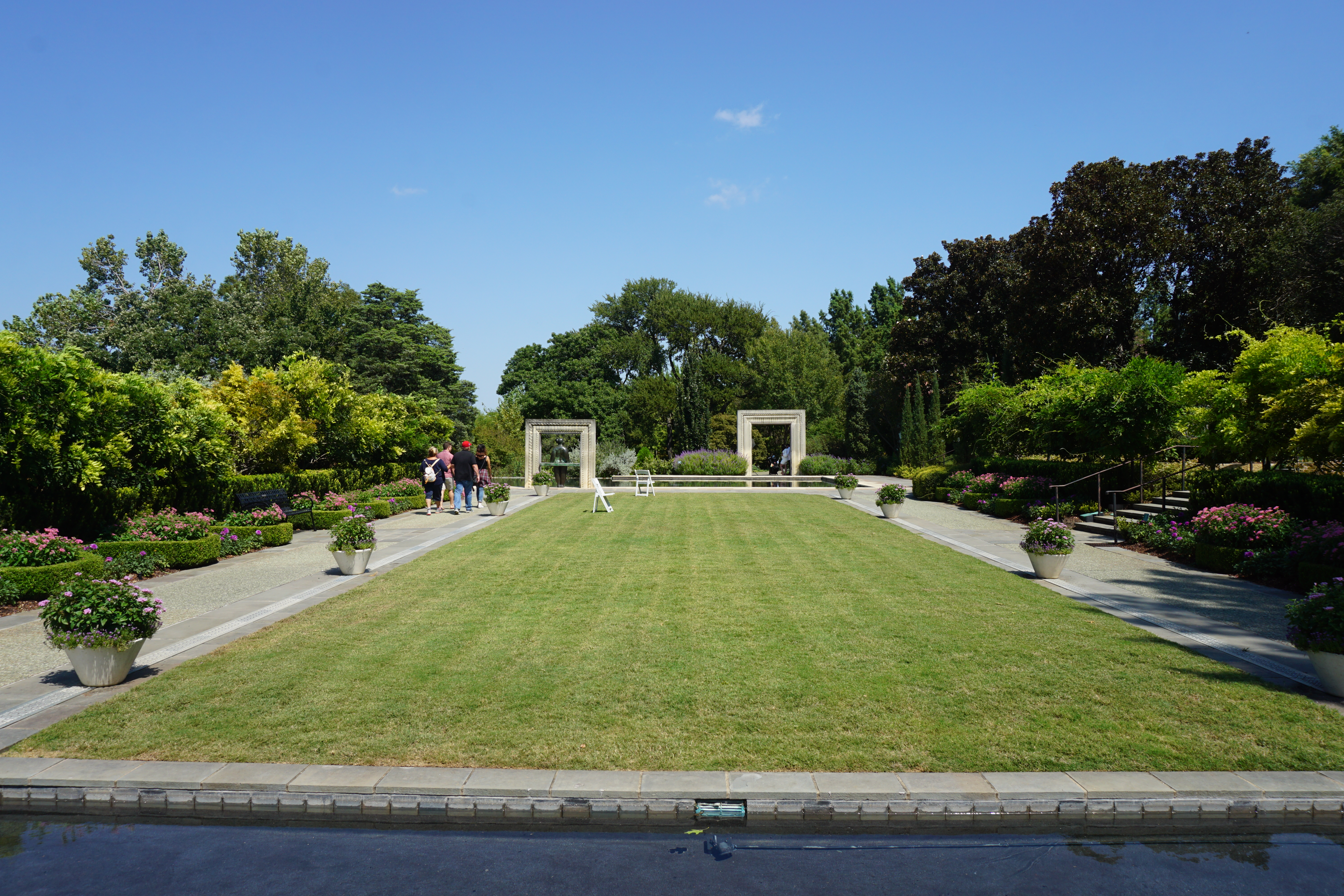
ウーマンズ・ガーデン

ウーマンズ・ガーデンはダラス婦人会から寄贈された。階段状の通路がある。1997年、1.8エーカーのフォーマル・ガーデンの第1段階が造園建築家のモーガン・ウィーロックにより設計された。ピカン・パーテアやバラのサンクンガーデンのあるポエトリー・ガーデンなど複数の小さな屋外庭園区画がある。
2006年春に一般公開され、第2段階はダラスの造園建築家でテキサス工科大学卒業生のウォレン・ジョンソンにより設計された。テキサス産石灰岩の橋、140フットの空中庭園、メタセコイアに囲まれた水源などがある。これら2つのガーデンは女性の強さ、勇敢さ、独創力、母性をイメージして設計された。様々な彫刻、インフィニティ・プール越しの眺め、噴水に浮かぶ水生植物などがある。

### ナンシー・ラチック・レッド・メープル・リル
2エーカーのガーデン内の小川沿いに80種のモミジが植えてある。

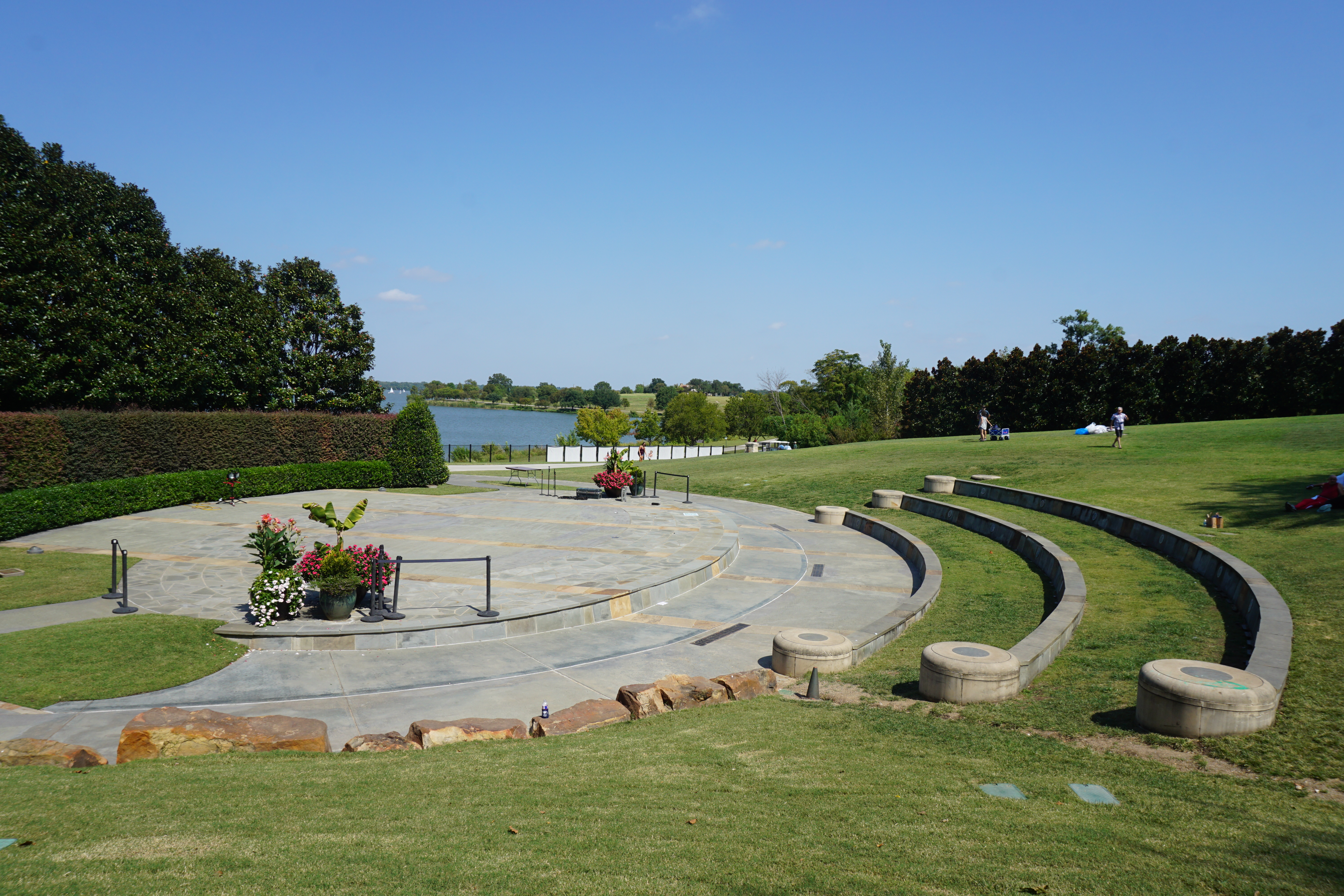
マーティン・ラチック・コンサート・ステージ&ロウン

ニューマン・ジャクソン・ビーバースタイン社のロウランド・ジャクソンが設計し、ベック・グループが建設した。パセオ・デ・フローレスへ向かう小道、小川や複数の滝を見渡せる広場などがある。2011年秋にオープンし、舗装された歩道や石橋がマーティン・ラチック・コンサート・ステージやマグノリア・アレイを繋ぐ。樹齢約100年の巨大なしだれモミジが中心にある。

### ライダ・バンカー・ハント・パセオ・デ・フローレス

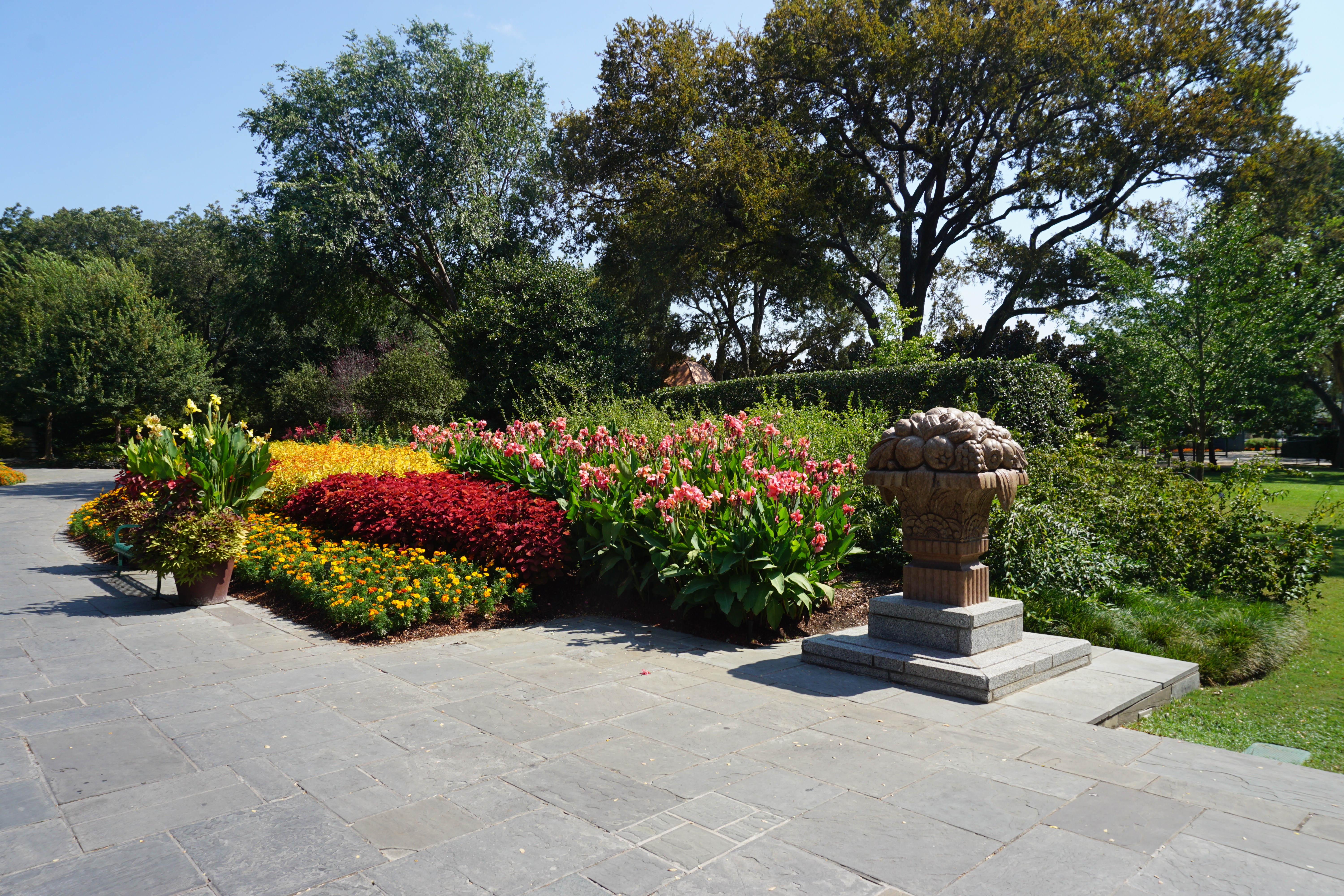
パセオ・デ・フローレス

通常は短縮してパセオと呼ばれるこの通路は園内において中心的な歩道となっている。

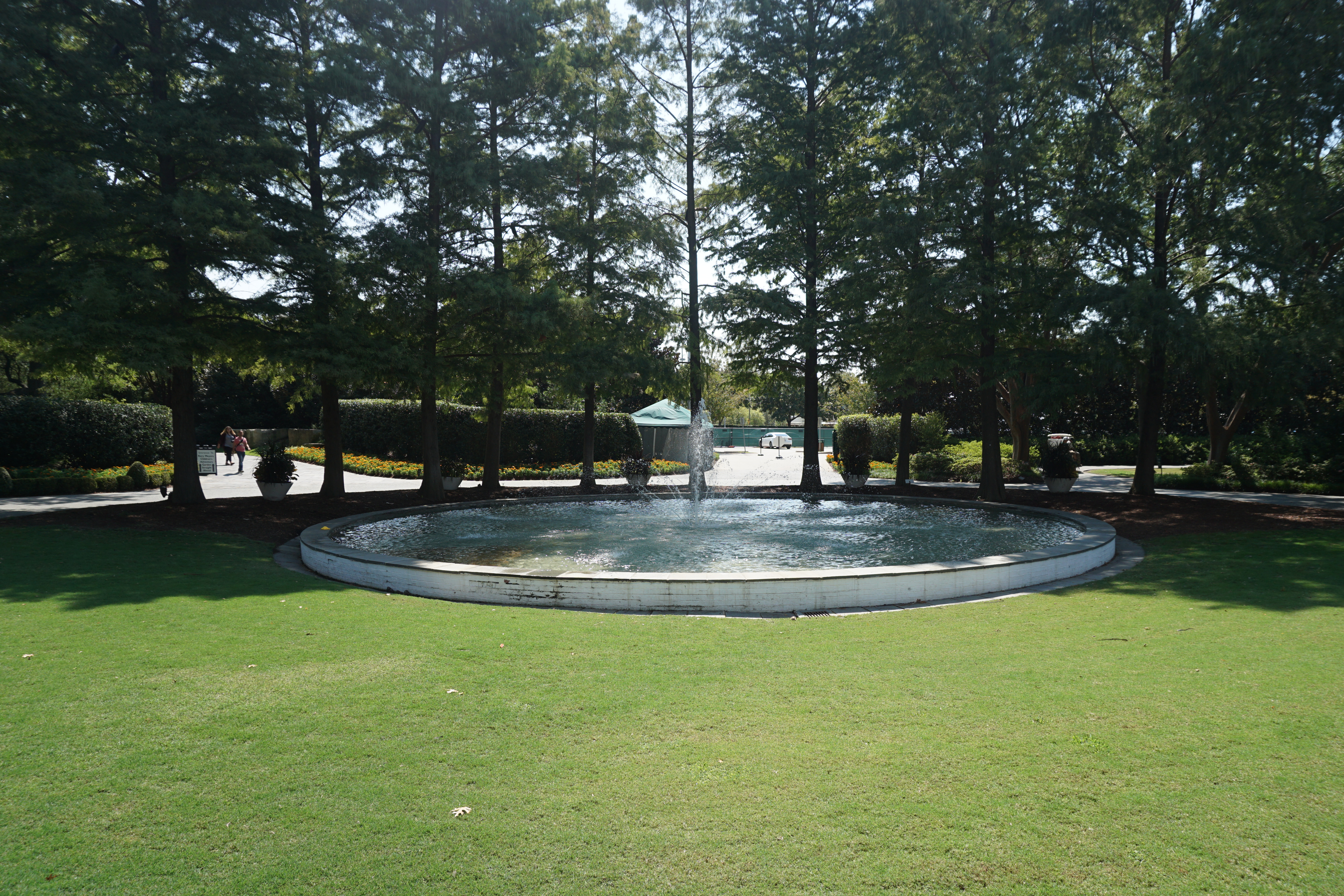
フォーゲルソン・ファウンテン

グリア・ガーソンが亡夫バディを記念して寄贈し、ルイス・サンタナが設計し、この通路はトラメル・クロウ・ビジター・エジュケーション・パビリオンとフォーゲルソン・ファウンテンを繋ぐ。

### ボズウェル・ファミリー・ガーデン
様々な種類のバラと共に、石を積み上げた壁が中心となっている。2004年、ジョージ・ボズウェルの寄贈により、フォールクリーク・ガーデンズの造園建築家のウォレン・ジョンソンが設計した。マッカスランド・サンクンガーデンの北側に位置し、ガゼボ、オクタゴナル・ファウンテン、マグノリア・アレイに囲まれている。ホワイト・ロック・レイクおよび周囲のガーデンを見渡すことができる。

### マッカスランド・サンクンガーデン

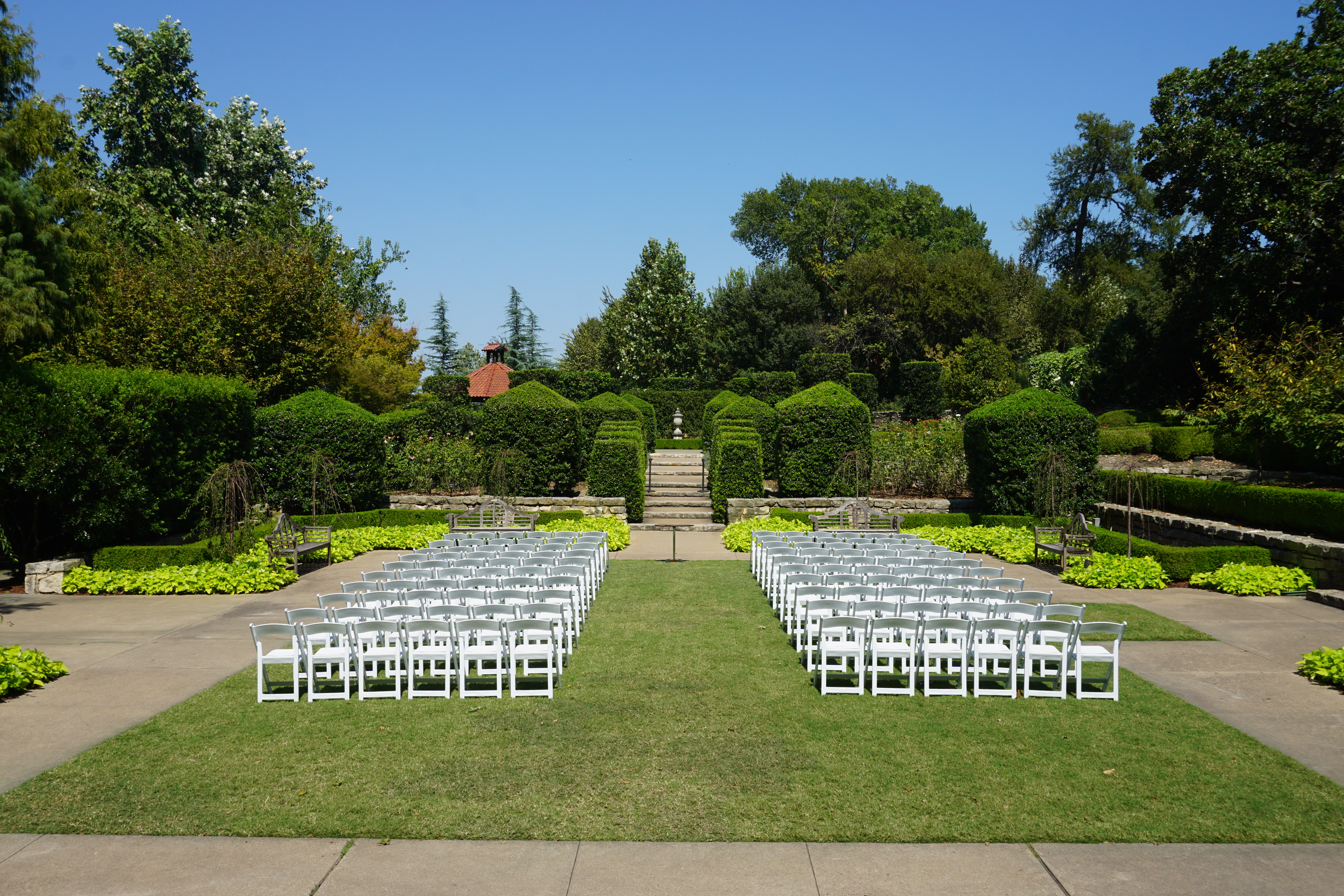
マッカスランド・サンクンガーデン

噴水上部に少年少女像「チコイ・チカデ・ラプライヤ」があり、結婚式が多数開催される。
2006年、トムとフィリスのマッカスランド夫妻が寄贈し、フォールクリーク・ガーデンズのウォレン・ジョンソンが設計し、当初のサンクンガーデンから改修された。中央通路沿いにイタリア製の鉢が配され、芝生に繋がる階段脇には季節ごとの植物が植えられている。

### ユージニア・レフトウィッチ・パルマー・ファーン・デル

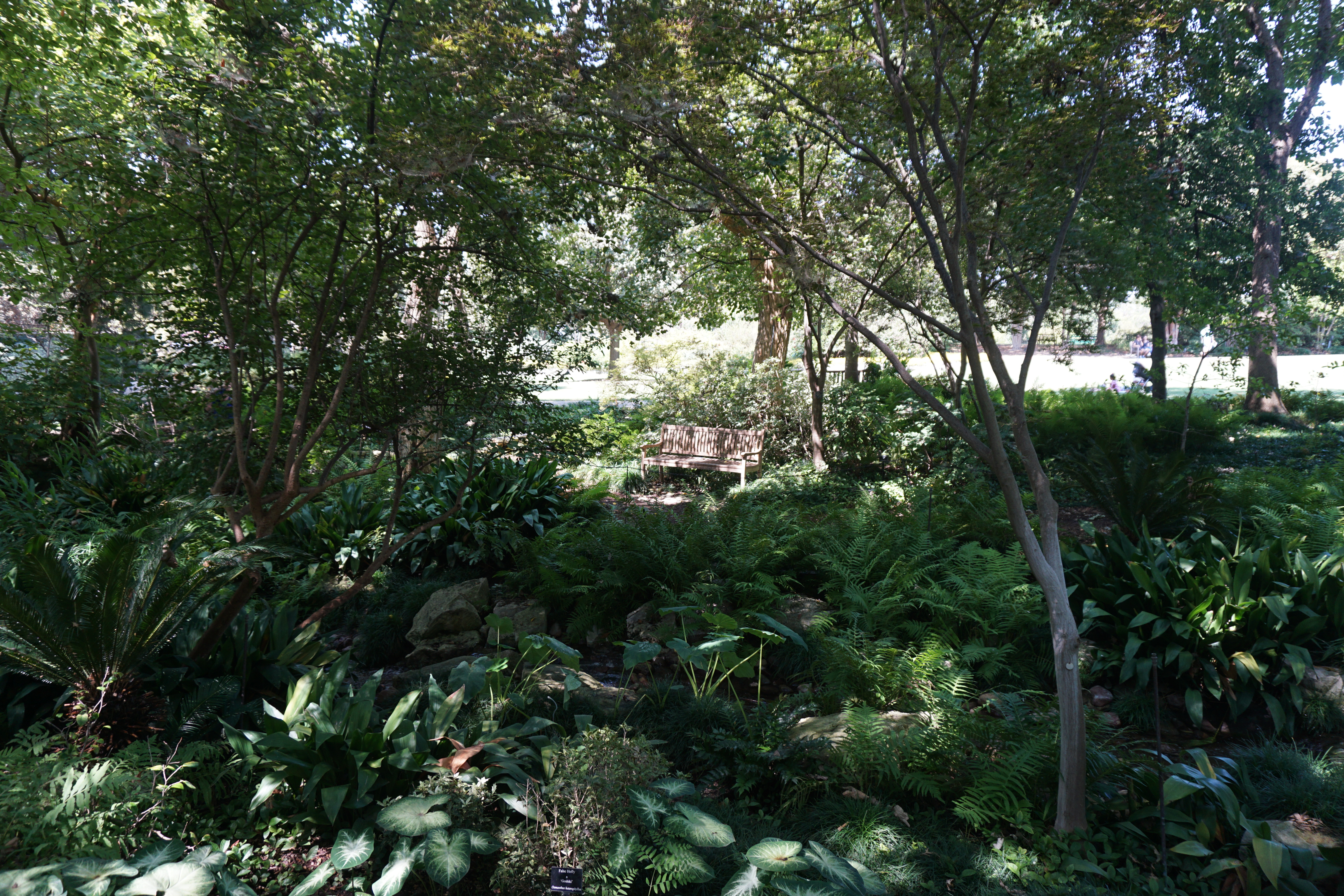
パルマー・ファーン・デル

ジョンソン・カラー・ガーデン内に、90種以上のシダ類、カメリア、アザレア、樹齢の高い木々が、ガーデン中を流れる小川を囲む。ナウド・バーネット2世が設計した。

### ナンシー・クレメンツ・シーイ・マグノリア・グレイド
様々な花々に囲まれた水路、池がある。ポーリン・ニューホフは母を偲んで夫オースティンと共に静かで特別なガーデンを寄贈したいと考えた。芝生、白い花、流水音を特徴としている。造園建築家のウォレン・ヒル・ジョンソンが設計したこの低湿地は年間を通して様々な色彩を見せる。45フット(約14m)のマグノリア、「テディベア」と名づけられた35本のサザン・マグノリア、バタフライと呼ばれるモミジ、白い花のカメリア、ビワに囲まれている。ピクニックに人気の場所の1つで、緩やかに流れる小川は子供たちに人気がある。

### ナンシーズ・ガーデン
ピンクのサルスベリやアザレアが植えられ、毎年季節ごとにパステルカラーで満たされる。
元来、ネル・デゴリエの私有地の庭園であり、現在のデゴリエ・ガーデン内に位置している。1992年、ナンシー・ディラード・リヨンの子供たちに捧げられる形で改修された。植栽や照明が改修され、子供用のベンチとゲイリー・プライスによる少女2人の像「Thank Heaven for Little Girls」が設置された。

### クレープ・マートル・アレイ
石畳の歩道沿いにサルスベリの樹木がある。サルスベリでできた自然のトンネルを抜けると、ヒキガエルの像のある噴水のトード・コーナーズに繋がり、パセオ・デ・フローレスへの通路にはオタマジャクシの水槽が2つある。コミュニティーズ・ファンデーションにより1994年に一般公開された。ペギー・ブレイクランにより両親のジョンとテルマのブラック夫妻に捧げられた。当初のデゴリエ夫妻により植えられた木々からサルスベリに植え替えられた。通路にはペンシルベニア・ブルーストーンが敷かれ、パセオ・デ・フローレスとトード・コーナーズを繋いでいる。

### チャンドラー・リンズリー・シャドー・ガーデン
通路沿いのアザレアが春を彩り、奥にはマグノリアが並ぶ。

### ピカーン・グローヴ

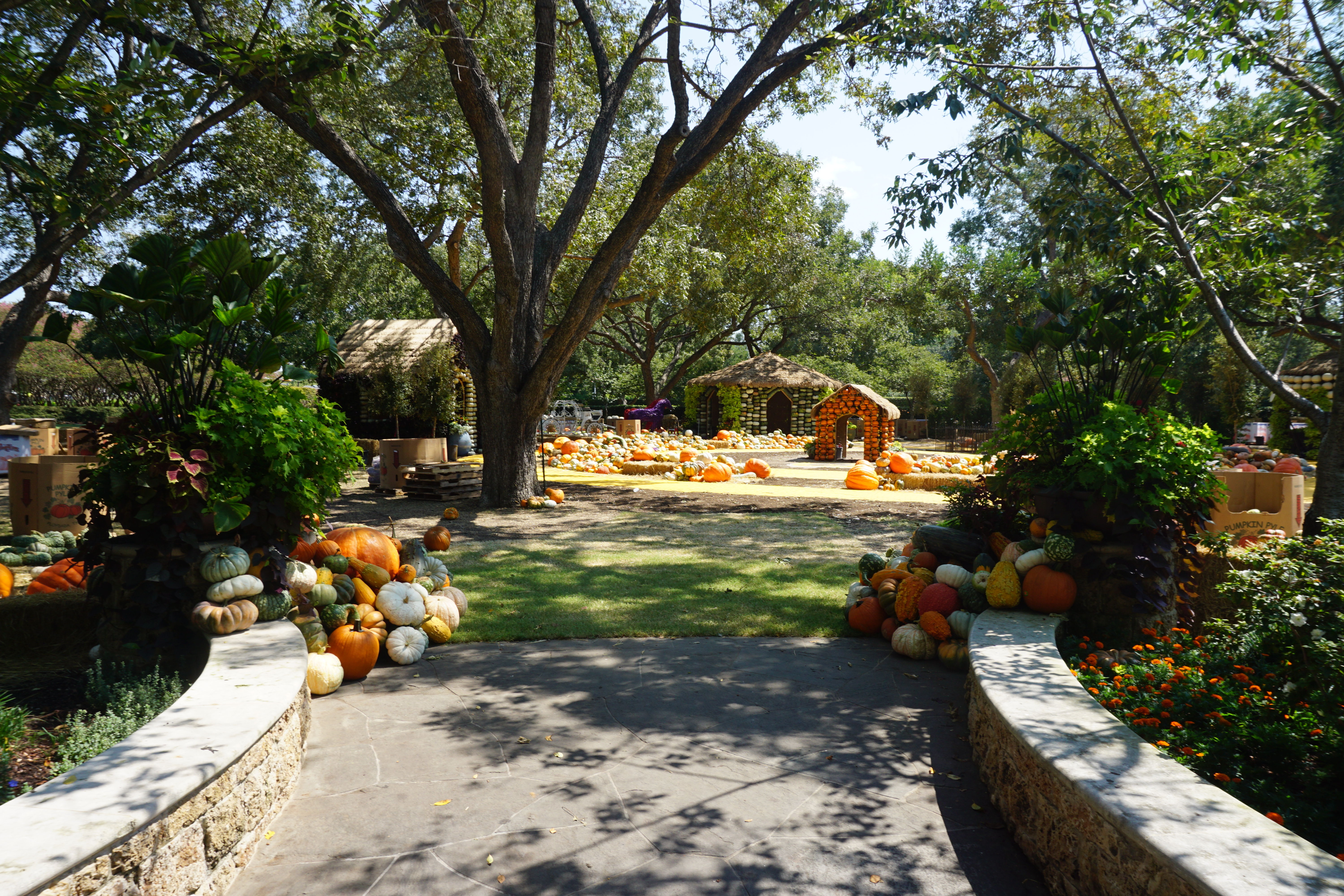
ピカーン・グローヴのパンプキン・ヴィレッジ

春には100本のサクラの花が取り囲む。秋のハロウィンのイベントの中心となり、パンプキン・ヴィレッジとして5万個のカボチャやウリが並べられる。

### マーサ・ブルックス・カメリア・ガーデン
200本のカメリア、30種以上の植物が植えられている。ダラスの造園建築家でテキサス工科大学卒業生のウォレン・ヒル・ジョンソンが設計し、パセオ・デ・フローレスの隣に位置している。セントラル&サウスウエスト・コーポレーションの従業員たちにより、元CEOのディック・ブルックスの妻に捧げられた。2000年1月に一般公開された。

### デゴリエ・ガーデンズ
21,000平方フットのエヴェレット・デゴリエ夫妻の邸宅がダラス樹木園&植物園の中心的建造物である。1940年、造園建築家のアーサーとマリーのバーガー夫妻が4.5エーカーの庭園をデゴリエ夫妻のために設計した。マグノリア・アレイ、サンクンガーデン、オクタゴナル・ファウンテンなど当初の庭園のほとんどが残っている。2012年、現存する出入口の景観は耐寒性のある熱帯植物やヤシの木などの新しいデザインに置き換えられた。邸宅はアメリカ合衆国国家歴史登録財およびテキサス州歴史登録財に登録されている。

### レイ・ファミリー・ガーデン

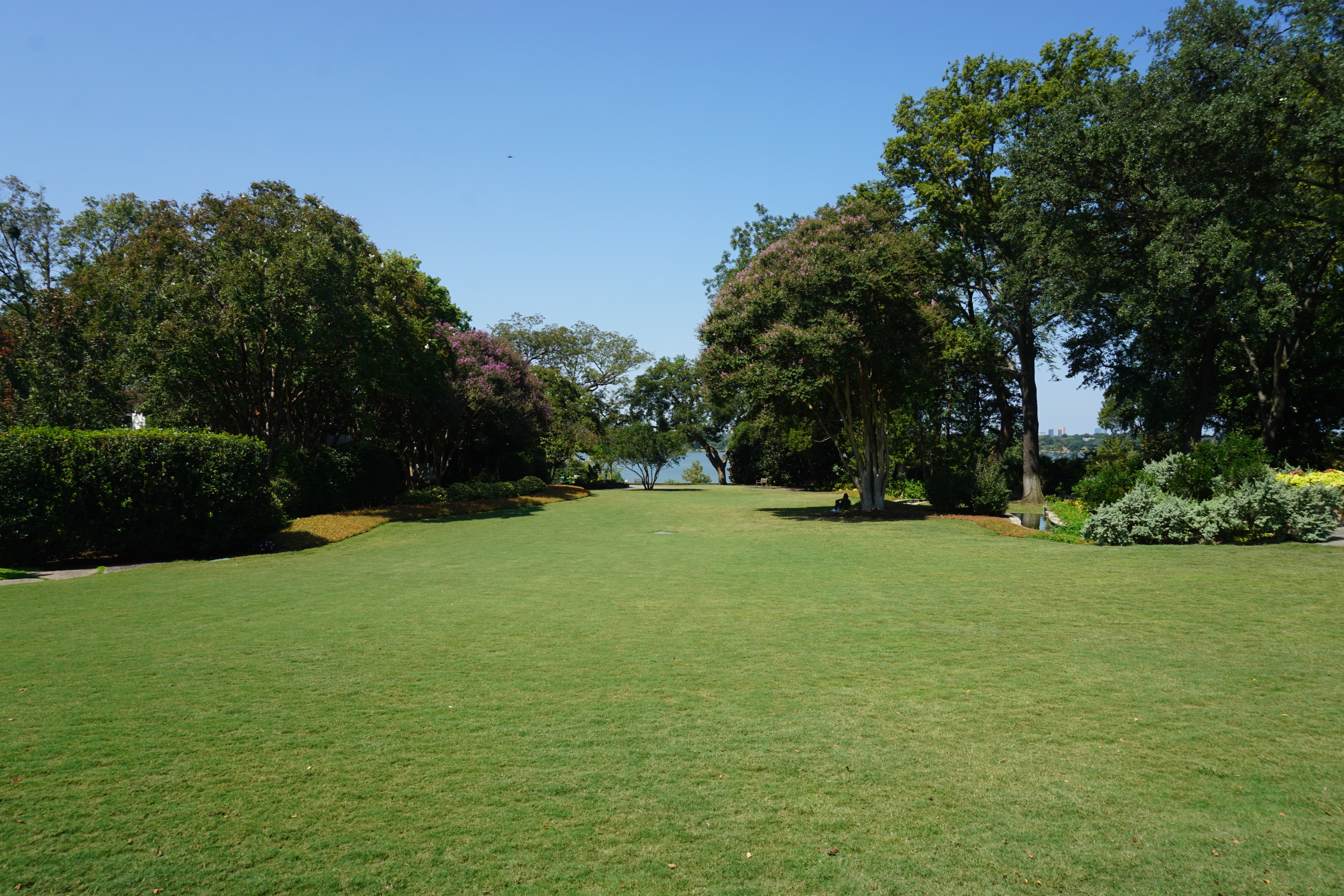
レイ・ファミリー・ガーデン

以前はレイ・オーナメンタル・ガーデンという名であった。2.2エーカーの庭園に何百もの多年生植物や樹木が植えられている。南側にはミミ・レイ・ホッジスとハーマン・レイの一家の寄贈によりレイ・オーナメンタル・ガーデンの再現がなされている。フリトレーの共同創立者であったハーマン・レイの名を冠している。

### ローズ・マリー・ハガー・ローズ・ガーデン
デゴリエ・ガーデンズ内にあり、16種類、200本以上のハイブリッド・ティーが植えられている。

### トライアル・ガーデンズ

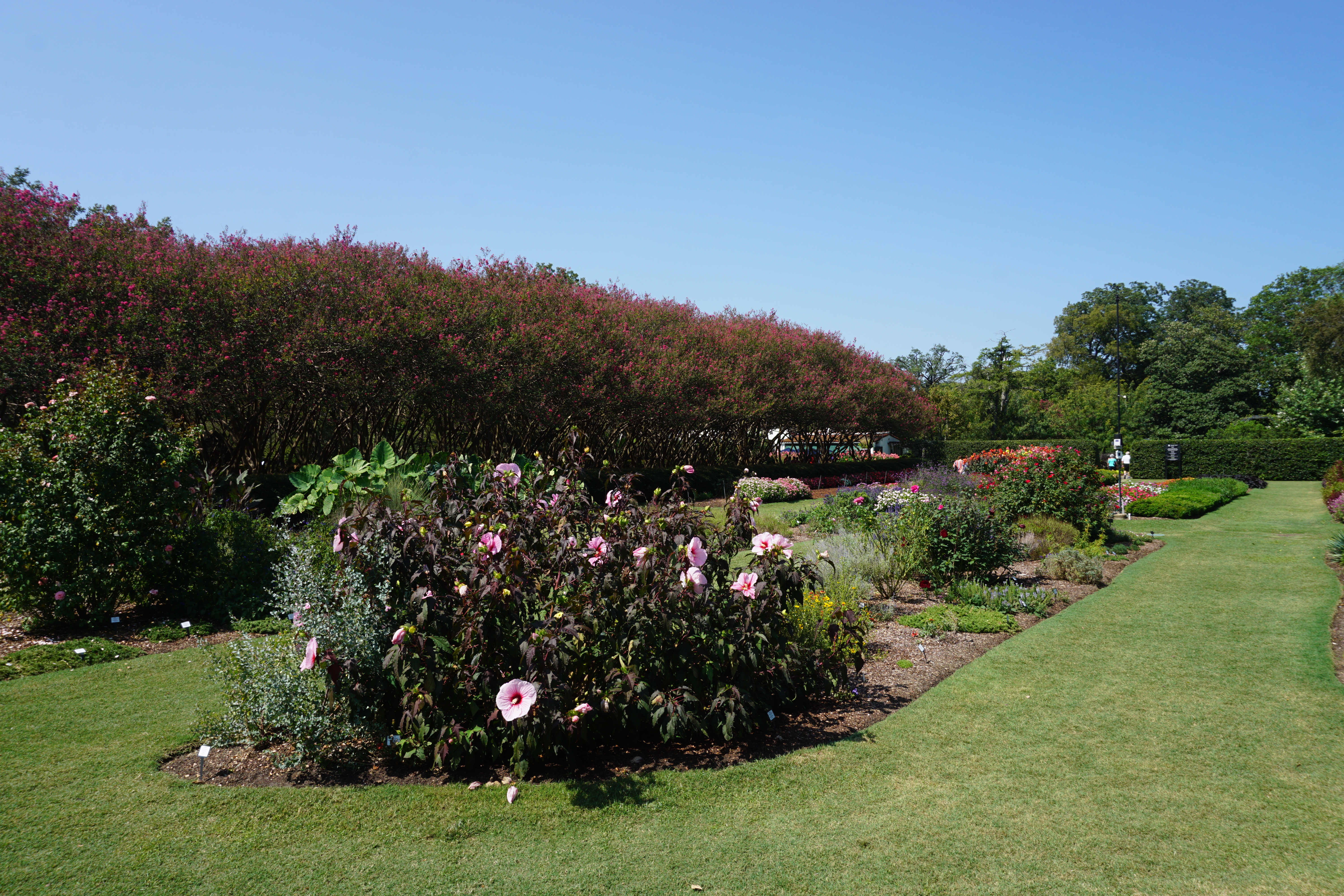
トライアル・ガーデンズ

2002年、ダラス樹木園&植物園は全米の試験的庭園の31番に選ばれた。2003年3月、研究および教育の充実をはかり、トライアル・ガーデンズが一般公開された。トライアル・プログラムの焦点は、テキサス州中央北部および都市圏の激しい気候の中で多くの種類の植物の育成や研究である。このガーデンでの成果は植物生産者、小売業者、一般のガーデナーと情報共有される。育種業者150社以上から、年間3,000から5,000種の植物の研究が行なわれている。

### ロリー・マイヤーズ・チルドレンズ・アドベンチャー・ガーデン
子供たちが自然と触れ合える空間として設計された。ダラス市および個人、法人双方の支援により建設された。ロリー・マイヤーズ一家の名前が冠された。年代に合わせた複数のギャラリーを有している。